# Colle Santa Lucia
Colle Santa Lucia là một đô thị ở tỉnh Belluno trong vùng Veneto, có vị trí cách khoảng 120 km về phía bắc của Venice và khoảng 40 km về phía tây bắc của Belluno. Tại thời điểm ngày 31 tháng 12 năm 2004, đô thị này có dân số 408 và diện tích 15,3 km².
Colle Santa Lucia giáp các đô thị: Alleghe, Cortina d'Ampezzo, Livinallongo del Col di Lana, Rocca Pietore, San Vito di Cadore, Selva di Cadore.